# Puñetazo de una pulgada

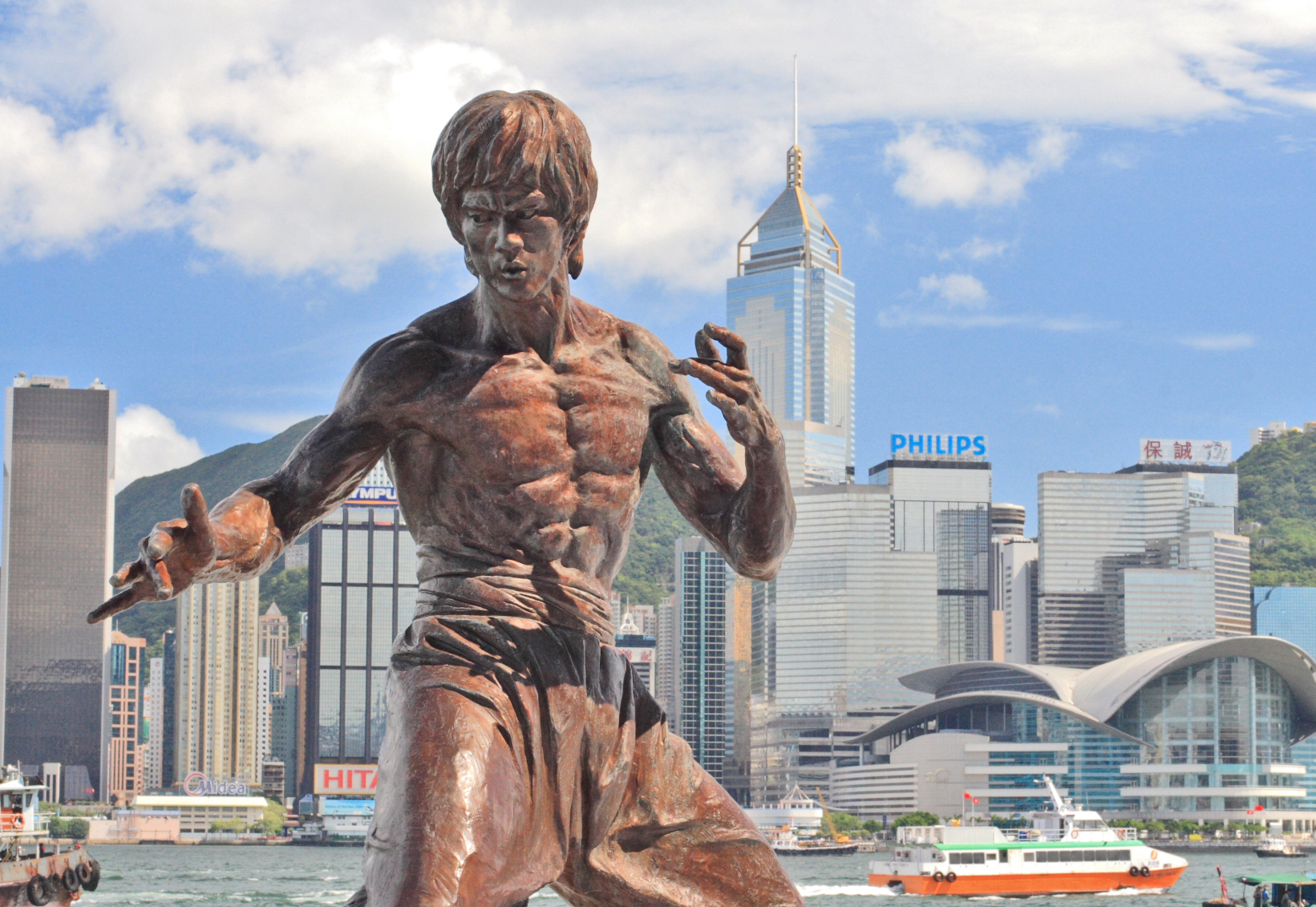
Bruce Lee, artista marcial que popularizó el puñetazo de una pulgada.

El puñetazo de una pulgada es una técnica de puñetazo de las artes marciales chinas (kung fu) realizado a muy corta distancia (0-6 pulgadas). El puñetazo de una pulgada fue popularizado por el actor y artista marcial Bruce Lee.

## Historia
Se cree comúnmente que la habilidad del puñetazo de una pulgada proviene sólo del sistema Wing Chun de kung fu. Sin embargo, está presente en muchos estilos de artes marciales del sur de China. Como regla general, las artes marciales del sur de China se basan principalmente en técnicas de las manos desde muy cerca (en comparación con las artes marciales del norte de China que se centran más en las técnicas de patadas de medianas a grandes distancias). Debido a que los artistas marciales de estilos del sur luchaban a menudo nariz con nariz con sus oponentes, tuvieron que aprender una manera de provocar golpes agotadores incluso casi tocando a su objetivo.
El puñetazo de una pulgada es una habilidad que utiliza fa jin (traducido como poder explosivo) para generar enormes cantidades de fuerza de impacto a distancias muy cercanas. Al realizar este puñetazo de una pulgada el profesional está de pie con el puño muy cerca del objetivo (la distancia depende de la habilidad del practicante, generalmente 0-6 pulgadas). Un rápido movimiento de la muñeca produce la fuerza necesaria, la muñeca es sostenida con los nudillos mirando hacia fuera sobre un eje horizontal, la muñeca se mueve entonces hacia arriba y se produce un golpe con los dos nudillos inferiores. El objetivo de estas demostraciones varía; a veces se trata de un practicante con un libro de teléfono en el pecho, a veces pueden romperse tablas de madera.
El puñetazo de una pulgada se hizo popular en el mundo occidental cuando fue demostrado por Bruce Lee en el Long Beach International Karate Championships en 1964. Bruce Lee aprendió la técnica de su entrenamiento de Wing Chun en Hong Kong. Él usó el arte del Wing Chun como base del arte que él fundó, el Jeet Kune Do.
En el programa de televisión Cazadores de mitos episodio "The One Inch Punch", la técnica fue probada cuantitativamente usando un medidor de fuerza. Para la comparación, se compara con puñetazo convencional emitido con un recorrido total por Jamie Hyneman. El puñetazo de una pulgada estuvo a cargo de Anthony Kelly, un practicante de ninjutsu que había aprendido la técnica de uno de los estudiantes de Bruce Lee. El golpe convencional produjo 325 libras de fuerza, mientras que el puñetazo de una pulgada produjo 153 libras. A falta de un método seguro de prueba contra un humano, los anfitriones lo consideraron "plausible" como una técnica de combate, si el usuario tenía una formación adecuada y experiencia.
El puñetazo de una pulgada es también de uso frecuente en las artes marciales como un ejercicio de entrenamiento para mostrar cómo generar más poder al final de un golpe convencional.
En el show de televisión Stan Lee's Superhumans, el monje Shaolin Shi Yan Ming demostró su puñetazo de una pulgada en un maniquí de pruebas de choque. Las pruebas mostraron que era 1,7 veces más dañino que un accidente de coche a 30 millas por hora con características de seguridad modernas.